# Psychrogeton persicus
Psychrogeton persicus là một loài thực vật có hoa trong họ Cúc. Loài này được (Boiss.) Griers. miêu tả khoa học đầu tiên năm 1967.